# 渥巴锡

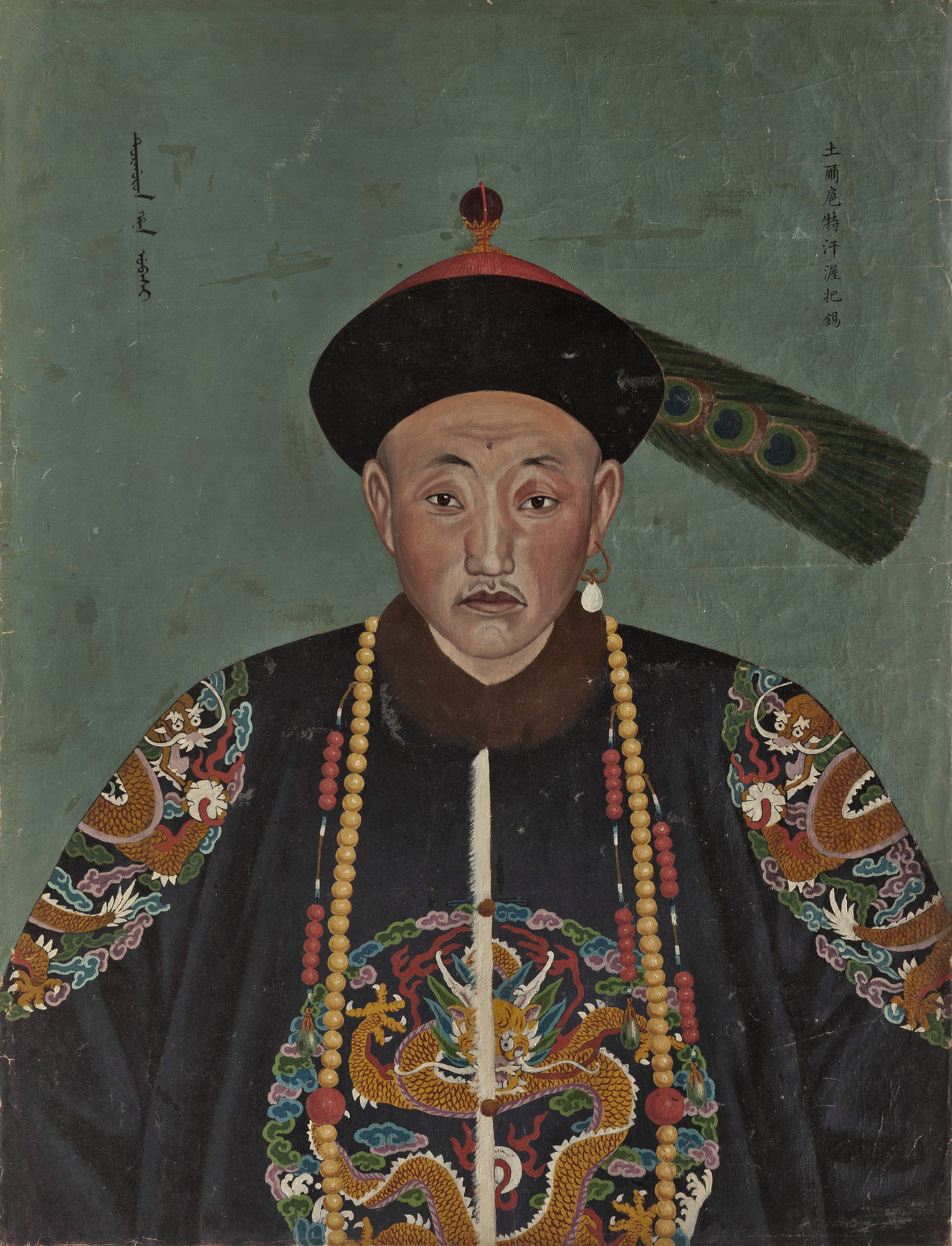
渥巴锡归顺清朝之后的官方画像（紫光阁功臣像），藏于赖斯·恩格尔霍恩博物馆群

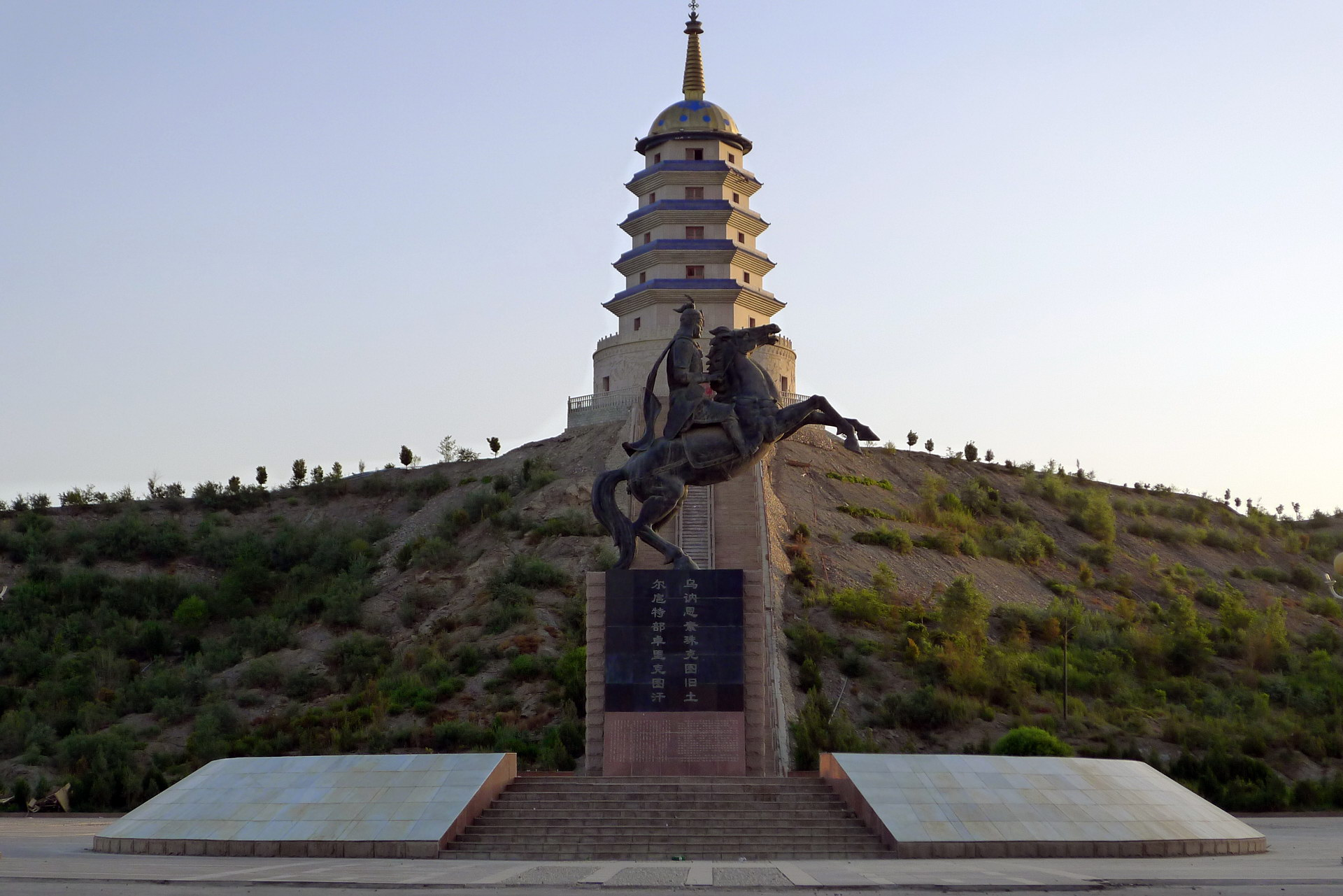
库尔勒市东归英雄纪念塔前的渥巴锡汗雕像

渥巴锡（穆麟德轉寫：ubasi；1742年—1775年1月9日），另譯烏巴什汗，18世纪漠西蒙古土尔扈特部建立的卡尔梅克汗国最后的可汗，後東歸投降清朝乾隆帝。
当时俄罗斯帝国叶卡捷琳娜二世向中亚地区扩张，压迫土尔扈特部，渥巴锡在1771年1月率领本部17万人东迁，回到其祖先的家园。由于俄罗斯哥萨克骑兵的追击和恶劣的自然环境，7月到达西部蒙古时只剩66073人，渥巴錫汗無意歸順，只想在故地準噶爾獨立生存，在得知清軍已嚴加防備，且己方人畜死亡過半，無力攻佔伊犁，於是不得已率所部歸降，稱前來歸附。随即在承德避暑山庄受到大清国乾隆帝的隆重接待，并册封他为乌讷恩素诛克图旧土尔扈特部卓里克图汗，以其所部为舊土爾扈特部。渥巴錫雖保留汗頭銜，但已無實權，所部也被拆成四盟十旗，分散在新疆北部各處。1774年移居裕勒都斯草原，次年去世。

## 影视形象
2008年央视电视剧《东归英雄传》曾描述了渥巴锡东归的历史，渥巴锡由著名演员马景涛所饰演。